# この際カアちゃんと別れよう
『この際カアちゃんと別れよう』（このさいかぁちゃんとわかれよう）は、ハナ肇とクレージーキャッツ23枚目のシングル。1971年8月5日、東芝音楽工業（現・ユニバーサル ミュージック ジャパン）から発売された。作詞は青島幸男と上野玲児、作曲・編曲は萩原哲晶による。

## 概要
植木等が当時（1971年）出演していた大塚食品のボンシチューのCMで言ったギャグの一つである。このギャグが流行語になり楽曲化、後にドラマ化もされた。

## テレビ番組
- 8時だョ!出発進行（1971年／TBS）
- 夫婦学校この際カアちゃんと別れよう（1971／NTV）

## こんな女に俺がした
『この際カアちゃんと別れよう』のB面で、同年発売された植木等のアルバム『女の世界』の中に収録されていた楽曲。作詞は阿久悠、作曲は鈴木邦彦、編曲は森岡賢一郎である。